# Рибницький замок
Ри́бницький замок (пол. Zamek w Rybniku) — давній замок Сілезьких П’ястів, розташований у центрі міста Рибник Сілезького воєводства у Польщі. Замок перебудовували багато разів, в наш час у ньому знаходиться районний суд. 

## Історія
Достеменний час виникнення замку є невідомим, однак на підставі археологічних досліджень можна стверджувати, що він був побудований наприкінці XIII століття. Імовірно, що вже у XII столітті на його місці існувало дерев’яне оборонне городище, побудоване за правління опольсько-ратиборського князя Мєшка IV Кривоногого. Між 1202 та 1211 роками князівська пара (Мєшко та Людмила) запросила сюди орден сестер норбертанок, які у 1223—1228 роках керували школою для шляхетних панн. У 1228 році норбертанки покинули Рибник, переїхавши до Чорновусів поблизу Ополя. 
Перша згадка про замок у Рибнику датується 1327 роком.  
У період регіонального розпаду Рибник увійшов до складу Ратиборського князівства, пізніше — Опольсько-Ратиборського (1202—1290), а згодом — знову Ратиборського. У той час він складався з кам’яно-цегляного будинку, зведеного на прямокутному плані розмірами 9,4 х 22,8 м, укріпленого у наріжниках. Замок був оточений земляними валами, а додатковою оборонною перевагою були ставки, які його оточували. Замок був типовою оборонною спорудою, в якій перебувала постійна озброєна варта. У XIV столітті було здійснено його розбудову, розширивши замок у східному напрямі на 3 м. Після цього весь комплекс було оточено кам'яним муром. У східній куртині було облаштовано в'їзд до замку, укріплений чотирибічною вежею. 
На межі XIV—XV століть, хоча замок перебував у власності ратиборських князів, його також використовували, як місце зупинки під час подорожі до Битома, цешинські князі. У 1428—1435 роках поблизу міста велись бої під час гуситських війн. Місто зазнало значних руйнувань, але жителі знайшли притулок у замку і з швидкої відбудови Рибника можна зробити висновок, що замок вдалося відстояти. Відбудоване місто вже незабаром  було знову спалене та розграбоване лицарями-розбійниками. У той час Рибником заволодів ратиборський князь Вацлав III Рибницький, який перебудував замок на свою садибу. Він втратив Рибник у 1473 році, коли замок відібрав чеський король Матвій Корвін і передав його дворянину з Нев'ядома як нагороду за боротьбу проти свого князя. 
Згодом Рибницька земля перейшла у володіння опавсько-ратиборського князя Яна V, який передав його своєму синові Миколаю VI . Після нього князівством керували два його брати — Ян та Валентин. Останній уклав угоду з опольським князем Яном II Добрим. Положення, що містилися в документі, набули чинності в 1521 році, після бездітної смерті Валентина — останнього ратиборського князя з Пржемисловичів. З 1526 року Рибник та його околиці було виокремлено в окрему територію під назвою Рибницька держава, яка підлягала безпосередньо імператорській владі. Нові власники міста, що часто змінювалися, не надто переймалися розвитком Рибника. Замок став резиденцією чиновників, що здійснювали управління від імені власників, які як правило, мешкали далеко від Рибника. Без належного догляду старий готичний замок почав занепадати. У 1579—1581 роках його було частково відновлено Владиславом з Лобковиць, коли він отримав запевнення від чеського короля, що замок залишиться у власності його дітей. 
У XVII столітті Ян Бернард Пражма став власником міста. Близько 1650 року він почав зносити старий замок і на його місці розпочав будівництво палацової резиденції. У 1652 році було завершено спорудження нової замкової каплиці, про яку йдеться в описі візитації, здійсненої вроцлавськими єпископами. Після смерті Пражми, чергові власники замку Опперсдорфи продовжили розпочату ним перебудову. Новий замок був масивним двоповерховим будинком,покритим ґонтовим дахом, який був  вужчим з боків від сьогоднішнього будинку суду. Замок мав вежу, яку було розібрано близько 1758 року. Черговими власниками Рибника в 1682 році стали графи Венгерські. У 1776—78 роках за часів графа Юзефа Венгерського, до старої частини замку було добудовано два крила з аркадами на рівні першого поверху. Це надало будівлі форму підкови, яка збереглася до нашого часу. 
У 1788 році Рибницьку державу придбав прусський король Фрідріх-Вільгельм II, який вирішив розмістити у замку притулок для солдатів. У 1789 році на місці розібраної будівлі було споруджено новий замок, призначений для будинку інвалідів. Він виступав поза бічні крила на територію колишнього рову. Новий «будинок інвалідів» було з'єднано східчастими переходами з бароковими крилами, побудованими Венгерськими. Замок перебудували у стилі пізнього бароко-класицизму за проєктом Фрідріха Ільнгнера. В наш час це оштукатурена мурована будівля, що виходить переднім фасадом на схід. Розташована на плані підкови, вона складається з двоповерхового будинку з двома перпендикулярними крилами. З 1842 року в замку розташовувався гродський суд. У 1938 році було здійснено реконструкцію будівлі, зокрема перекладено крокви, внаслідок чого дах знизився на 2,5 м. У 1990—2000 роках було здійснено капітальний ремонт будинку. 

## Сучасність
У липні 2013 року розпочався черговий його ремонт: було оновлено зовнішній фасад будівлі, а у 2014 році — стіни зі сторони подвір'я замку. В наш час у будівлі розміщується районний суд. 

## Світлини

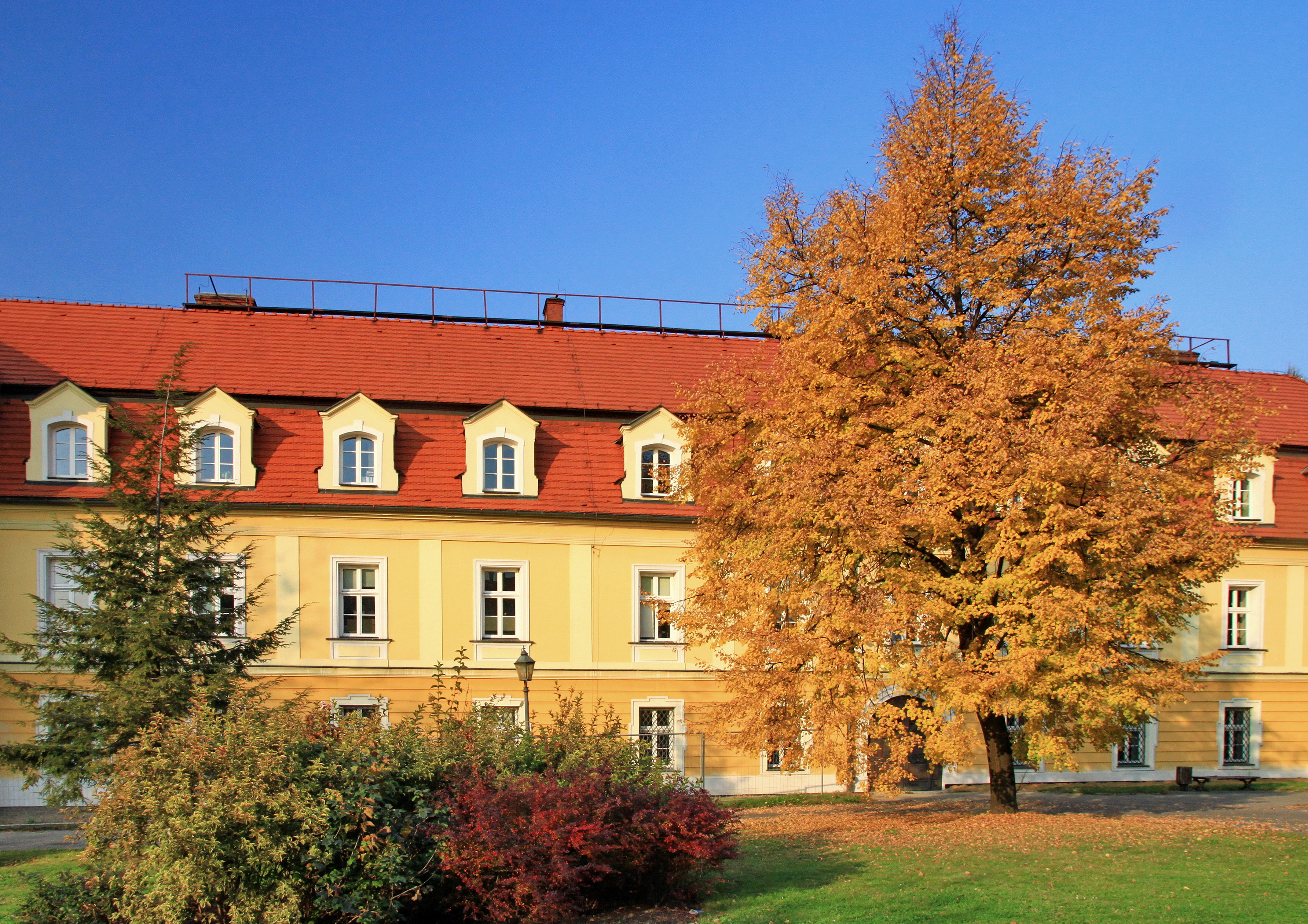
Південний фасад замку
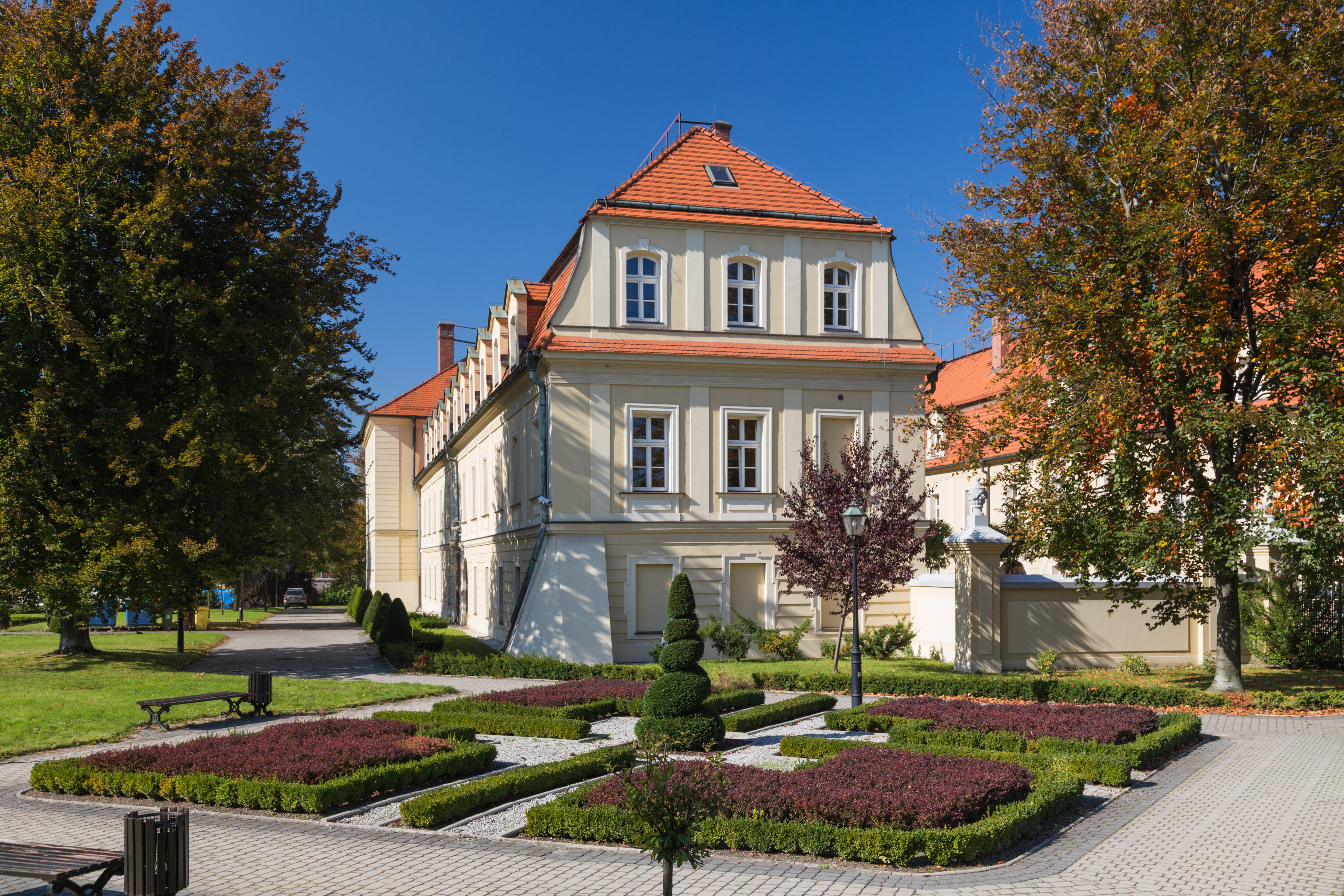
Вигляд замку зі сторони вул. Млинської